# Cristilabrum monodon
Cristilabrum monodon é uma espécie de gastrópode  da família Camaenidae.
É endémica da Austrália.